# Liste der Stolpersteine in Rothenburg ob der Tauber

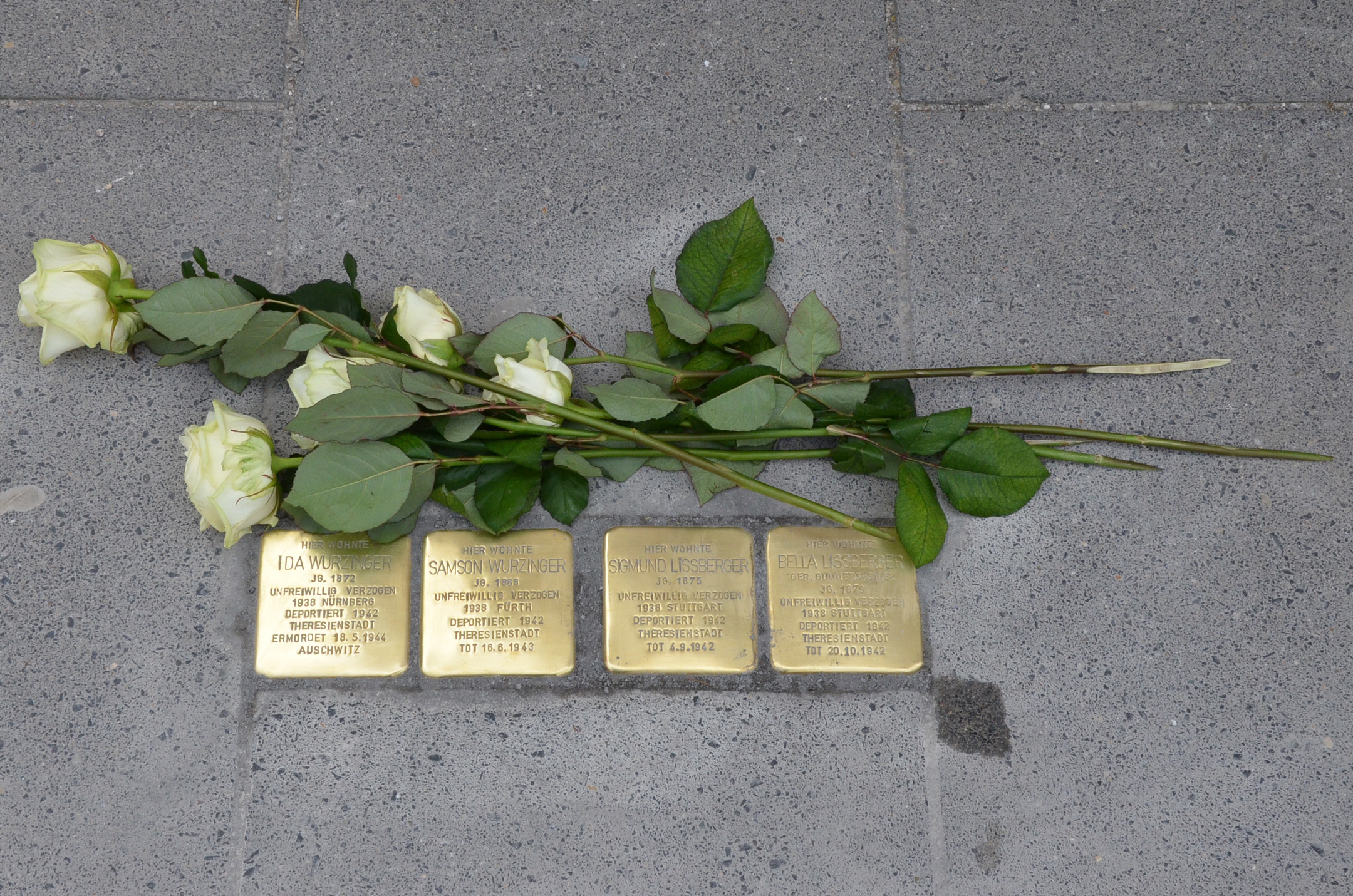
Stolpersteine in Rothenburg ob der Tauber

Die Liste der Stolpersteine in Rothenburg ob der Tauber enthält Stolpersteine, die im Rahmen des gleichnamigen Kunst-Projekts von Gunter Demnig in Rothenburg ob der Tauber verlegt wurden. Mit ihnen soll an Opfer des Nationalsozialismus erinnert werden, die in Rothenburg ob der Tauber lebten und wirkten.

## Liste der Stolpersteine
In Rothenburg ob der Tauber wurden zehn Stolpersteine an fünf Adressen verlegt.
| Stolperstein | Inschrift | Standort                                      | Name, Leben |
| ------------ | --- | --------------------------------------------- | --- |
|              | HIER WOHNTE JONAS GOTTLOB JG. 1853 UNFREIWILLIG VERZOGEN 1938 STUTTGART DEPORTIERT 1942 THERESIENSTADT TOT 31.8.1942                                      | Kirchgasse 1 ⊙                                | Jonas Gottlob wurde am 6. Juli 1853 in Dittigheim bei Tauberbischofsheim in Baden geboren und war wohnhaft in Stuttgart und Haigerloch. Er wurde ab Stuttgart am 22. August 1942 in das Ghetto Theresienstadt deportiert; wo er am 31. August 1942 starb. |
|              | HIER WOHNTE ROSA HAMBURGER GEB. WURZINGER JG. 1875 UNFREIWILLIG VERZOGEN 1938 NÜRNBERG VERSTECKT GELEBT DEPORTIERT 1942 THERESIENSTADT ERMORDET 2.12.1943 | Judengasse 22 ⊙                               | Rosa Hamburger geb. Wurzinger wurde am 14. November 1875 in Rothenburg ob der Tauber geboren und war außerdem wohnhaft in Nürnberg. Sie wurde ab Nürnberg am 10. September 1942 in das Ghetto Theresienstadt deportiert, wo sie am 2. Dezember 1943 starb. |
|              | HIER WOHNTE SIGMUND HAMBURGER JG. 1864 UNFREIWILLIG VERZOGEN 1938 NÜRNBERG TOT NOV. 1939                                                                  | Judengasse 22 ⊙                               | Sigmund Hamburger |
|              | HIER WOHNTE HELENE KIRSCHBAUM GEB. OSTER JG. 1874 UNFREIWILLIG VERZOGEN 1938 FRANKFURT DEPORTIERT 1941 KOWNO FORT IX ERMORDET 25.11.1941                  | Neugasse 34 ⊙                                 | Helene Kirschbaum geb. Oster wurde am 24. März 1874 in Münstermaifeld bei Mayen in der Rheinprovinz geboren und war wohnhaft in Frankfurt am Main. Sie wurde am 22. November 1941 ab Frankfurt nach Kowno in das Fort IX deportiert, wo sie am 25. November 1941 ermordet wurde.                                                                              |
|              | HIER WOHNTE SIGMUND FRITZ KIRSCHBAUM JG. 1902 FLUCHT 1938 HOLLAND INTERNIERT WESTERBORK DEPORTIERT 1943 AUSCHWITZ ERMORDET 1944                           | Neugasse 34 ⊙                                 | Sigmund Fritz Kirschbaum wurde am 14. August 1902 in Rotenburg an der Fulda in Hessen-Nassau geboren und war wohnhaft in Frankfurt am Main. Er emigrierte in die Niederlande und wurde ab Westerbork 1943 in das Vernichtungslager Auschwitz deportiert, wo er am 28. Januar 1944 ermordet wurde. Auf Grund mangelhafter Unterlagen wurde er für tot erklärt. |
|              | HIER WOHNTE BELLA LISSBERGER GEB. GUMMERSHEIMER JG. 1879 UNFREIWILLIG VERZOGEN 1938 STUTTGART DEPORTIERT 1942 THERESIENSTADT TOT 20.10.1942               | Herrngasse 21 (vor der ehemaligen Synagoge) ⊙ | Bella Lißberger geb. Gummersheimer wurde am 25. Juni 1879 in Lehrensteinsfeld / Weinsberg in Württemberg geboren und war wohnhaft in Stuttgart und Haigerloch. Sie wurde ab Stuttgart am 22. August 1942 in das Ghetto Theresienstadt deportiert, wo sie am 20. Oktober 1942 starb.                                                                           |
|              | HIER WOHNTE SIGMUND LISSBERGER JG. 1875 UNFREIWILLIG VERZOGEN 1938 STUTTGART DEPORTIERT 1942 THERESIENSTADT TOT 4.9.1942                                  | Herrngasse 21 (vor der ehemaligen Synagoge) ⊙ | Sigmund Lißberger wurde am 21. März 1875 in Creglingen / Mergentheim in Württemberg geboren und war wohnhaft in Stuttgart und Haigerloch. Er wurde ab Stuttgart am 22. August 1942 in das Ghetto Theresienstadt deportiert, wo er am 4. September 1942 starb.                                                                                                 |
|              | HIER WOHNTE SIEGFRIED STEINBERGER JG. 1889 UNFREIWILLIG VERZOGEN 1938 WÜRZBURG DEPORTIERT 1941 RIGA SCHICKSAL UNBEKANNT                                   | Obere Schmiedgasse 15 ⊙                       | Siegfried Steinberger wurde am 19. Juni 1889 in Colmberg bei Ansbach in Bayern geboren und war wohnhaft in Würzburg. Er wurde ab Nürnberg am 29. November 1941 ins Lager Jungfernhof deportiert. |
|              | HIER WOHNTE IDA WURZINGER JG. 1872 UNFREIWILLIG VERZOGEN 1938 NÜRNBERG DEPORTIERT 1942 THERESIENSTADT ERMORDET 18.5.1944 AUSCHWITZ                        | Herrngasse 21 (vor der ehemaligen Synagoge) ⊙ | Ida Wurzinger wurde am 12. Dezember 1872 in Löhnberg, Oberlahnkreis in Hessen-Nassau geboren und war wohnhaft in Nürnberg. Sie wurde ab Nürnberg am 10. September 1942 in das Ghetto Theresienstadt deportiert und am 18. Mai 1944 im Vernichtungslager Auschwitz ermordet.                                                                                   |
|              | HIER WOHNTE SAMSON WURZINGER JG. 1868 UNFREIWILLIG VERZOGEN 1938 FÜRTH DEPORTIERT 1942 THERESIENSTADT TOT 16.6.1943                                       | Herrngasse 21 (vor der ehemaligen Synagoge) ⊙ | Samson Wurzinger wurde am 10. Dezember 1868 in Löhnberg, Oberlahnkreis in Hessen-Nassau geboren und war wohnhaft in Colmberg und Nürnberg. Er wurde ab Nürnberg am 10. September 1942 in das Ghetto Theresienstadt deportiert wo er am 16. Juni 1943 starb.                                                                                                   |

## Verlegedatum
- 26. April 2013